# Inle
Para el lago Inle, consultar Lago Inle.
Inle es una de las Deidades de la religión yoruba. En la Santería sincretiza con el Arcángel San Rafael…

## Resumen
Es un Orisha mayor del Panteón yoruba. Médico de la Osha. Patrón de los médicos, peces, y dueño del río. Es la deidad de la economía extractiva o, específicamente, de la pesca y la recolección prehortícola. Es médico, cazador y pescador. Es andrógino y muy bello. Es la personificación de la tierra, vive en la tierra y en el agua.

## El Orisha
Inle o Erinlé es un Orisha que representa la pesca y la recolección pre-hortícola. Protege a los médicos y pescadores. Es el médico de la Osha, además de adivino. Es guerrero, cazador y pescador. Está representado en la naturaleza por el pescado. Simboliza la salud que se recibe para apartar las enfermedades. Es proveedor del sustento humano. Es guía de los caminantes. Vive en la tierra y en el agua. Orisha de la economía extractiva.
Su culto proviene del pueblo de Ilobu, por donde pasa un pequeño río que lleva su nombre, se dice que protegió a los Yorùbás de la invasión de los Fulanis. Es andrógino y se dice que muy bello.
Los hijos de Oshosi deben entrar con Inle. Abata se recibe con Inle o después de tener a Inle. Su nombre proviene del Yorùbá Erìnlè que significa "El alimento que da la tierra". No se asienta como Orisha tutelar, en tal caso se hace Yemayá.

## Familia
Hijo de Obbatalá y Yembó, hermano inseparable de Abbata, compadre de Oshosi, tuvo amores con Oshún y Yemayá, se dice que Logun Ede sería hijo de Inle y no de Oshosi.

## Atributos
- Su receptáculo es u sopera o freidora cuya tapa es un plato sobre el cual se coloca su herramienta principal, que consta de una base deplomo de la cual sale una T de material plateado o de plata, que lleva enroscadas dos serpientes (majá) y en cuyos extremos pende de un lado un pez y del otro una flecha o arpón.
- Sus atributos son dos aros, anzuelos, pita, red, una mano de caracoles, un acofá, tres pececitos, conchas, una tinajita que lleva el secreto de Abbatá y 7 Otá.
- Sus Elekes se confeccionan de cuentas verde oscuro, azul prusia y coral.

## Diloggún
Habla en el diloggún por Oché-Oddí (5-7) y Oddí-Oché (7-5). Su diloggún nunca se tira en el piso, habla por Yemayá.

## Sincretismo
Como parte de la transculturación y del peligro que vieron los esclavos traídos a Cuba de perder sus raíces, cada santo adoptó el nombre de un santo católico. También está el hecho de que los esclavos venían de diferentes partes de África y en cada uno se le llamaba diferente.
| St. Católicos               | Kimbisa | Mayombe | Abakuá | Brillumba | Arará | Iyesá | Gangá |
| S. Roque S. Rafael Arcángel | (?)     | (?)     | (?)    | (?)       | (?)   | (?)   | (?)   |

## Ofrendas y bailes
Se le ofrenda vino dulce, panetelas borrachas, pargo, lechuga, berro, boniato, naranja, etc.

## Libros
- Charles Spencer King (Traducido por Gabriel Ernesto Arévalo Luna), IFA Y Los Orishas: La religión Antigua De La Naturaleza. ISBN 1-46102-898-1